# Talisia japurensis
Talisia japurensis är en kinesträdsväxtart som först beskrevs av C. Dc., och fick sitt nu gällande namn av Ludwig Radlkofer. Talisia japurensis ingår i släktet Talisia och familjen kinesträdsväxter. Inga underarter finns listade i Catalogue of Life.